# Satellietgrondstation NSO
De Nationale Sigint Organisatie (NSO) was onder meer belast met het vergaren en analyseren van militaire en economische gegevens en het vastleggen hiervan in databanken. Hiervoor zijn momenteel een satellietgrondstation in Burum en twee communicatie- en data-interceptiestations in Eemnes en Eibergen (Kamp Holterhoek) als actieve faciliteiten beschikbaar.
De faciliteit in Zoutkamp is sinds 2008 gesloten. Het oude analysecentrum in Amsterdam is eveneens gesloten en vervangen door de faciliteiten van de MIVD en AIVD in Den Haag. De NSO is per 15 juni 2014 geïntegreerd in een nieuwe organisatie de Joint Sigint Cyber Unit (JSCU).

## Samenwerking met de PTT
Begin jaren zeventig werd telexverkeer onderschept door een samenwerking tussen de BVD en de PTT onder de naam "Codeword 231", gebaseerd op toestemming door de minister-president. Aanvankelijk werden daar twee telexen voor gebruikt, maar de geheime diensten wilden dat uitbreiden tot 20, met op z'n minst twee telexen voor verkeer van het Warschaupact, drie voor het Midden-Oosten en Noord Afrika, twee voor Zuid-Europese landen en drie voor Afrika en de rest van de wereld.
In de jaren zeventig ging steeds meer internationaal communicatieverkeer via satellieten en om ook dat af te tappen werd operatie "Codeword 631" opgezet. Van het satellietverkeer dat binnenkwam bij het grondstation van de PTT in het Friese Burum werd een deel van het telegraafverkeer afgebogen naar een onderdeel van het Technisch InformatieVerwerkingsCentrum (TIVC), waar dit verkeer op een computer werd opgeslagen en gefilterd, waarna het via een kabel werd doorgestuurd naar het hoofdkantoor van het TIVC in Amsterdam. Binnen de PTT was men hier niet blij mee en zag daarom wel wat in het idee om zulk afluisteren door de geheime diensten zelf te laten uitvoeren, zoals ook in de Verenigde Staten en het Verenigd Koninkrijk het geval was.
In 1980 wilde de PTT het TIVC een satellietschotel, een ontvanger en een flink geldbedrag geven om een eigen satellietinterceptiestation op te zetten. Dit werd gebouwd in het Groningse Zoutkamp, dicht genoeg bij Burum voor een goede ontvangst. Onder de naam "Codeword 632" werd dit station in 1983 operationeel. Verschillende ministeries betaalden ongeveer 4 miljoen gulden voor de bouw. Het station in Zoutkamp zou elke dag 20.000 berichten automatisch hebben kunnen doorzoeken op trefwoorden op het gebied van politieke, militaire, maar ook technisch en economische onderwerpen.

## Grondstation Burum

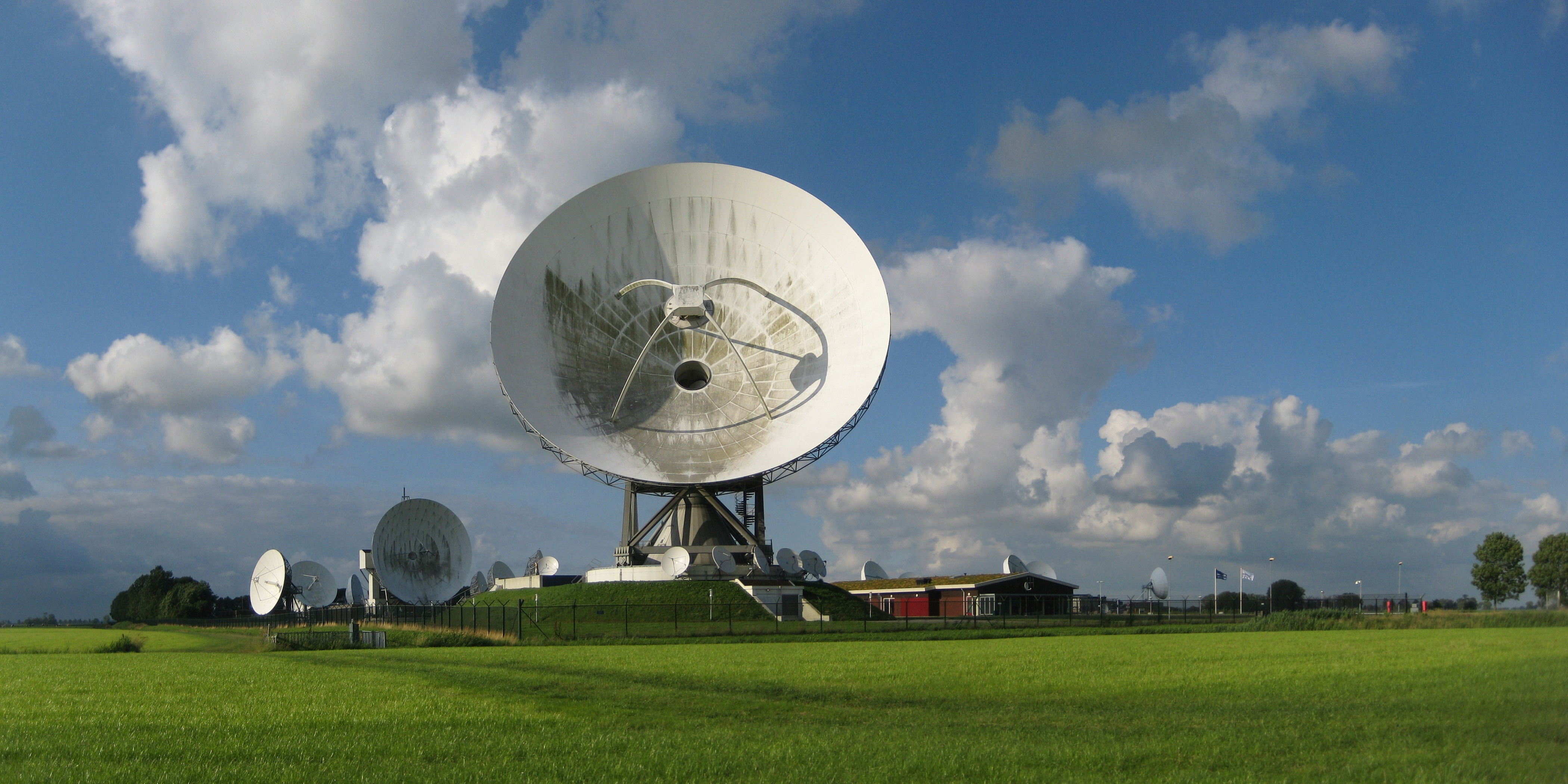
Het NSO-grondstation bij Burum (2012)

Op een terrein vlak naast het Stratos-satellietgrondstation nabij het Friese Burum ('It Grutte Ear') ligt een grondstation voor spraak- en data-interceptie van het Ministerie van Defensie. Men was sinds 2003 op zoek naar een geschikte locatie voor nieuwe schotels vanwege het buiten gebruik stellen van de faciliteit bij Zoutkamp.
De gemeente Kollumerland verleende in 2005 bouwvergunning voor de bouw van 13 nieuwe schotelantennes in Burum. Eind 2005 werd begonnen met de sloop van 2 bestaande schotels op het Stratos station en de bouw van 2 grote en 13 kleinere schotels. Het Stratos-station was al verbonden met het oude Netherlands Armed Forces Integrated Network (NAFIN) netwerk en de symbiose tussen Stratos en de Nederlandse krijgsmacht leidde tot betere interceptie van alle Intelsat- en Inmarsat-communicatie.
Vanaf 2005 werd voorzien dat eventuele uitbreiding in de toekomst ook zou plaatsvinden in Burum. Met de sluiting van het SVIC in Amsterdam werd dit actueel. De groei van interceptiecapaciteit zou noodzakelijk zijn om de Nederlandse informatiepositie ten opzichte van terrorismebestrijding en het tegengaan van de verspreiding van massavernietigingswapens te versterken. Ook zou dit gelden in het kader van de voorbereiding en uitvoering van crisisbeheersingsoperaties.

## Problematiek met 5G-uitrol
In 2009 wilde Worldmax haar draadloze WiMAXnetwerk op de frequentie tussen 3,50 en 3,58 GHz landelijk uitrollen, maar kreeg te horen dat dat ten noorden van de lijn Amsterdam-Zwolle niet was toegestaan i.v.m. interferentie met de op het satellietstation in Burum gebruikte apparatuur. Worldmax diende daarop een schadeclaim van 100 miljoen euro in. Deze werd echter niet gehonoreerd.
Begin 2017 waren het de telecommunicatieproviders Ericsson, Huawei en KPN die de overheid opriepen om de 3,5 GHz-frequentie voor heel Nederland vrij te geven, zodat deze gebruikt kan gaan worden voor de invoering van 5G en dat elders in Europa ook via de 3,5 GHz-frequentie zal worden ingevoerd.
Gezien het feit dat de frequentieband van 3,5 - 4,2 GHz (C-band) internationaal verdragsmatig is toegewezen aan satelliet-datacommunicatie is de kans op vrijgave klein; ook in de rondom liggende landen wordt de C-band namelijk voor datainterceptie gebruikt. Op zijn minst zal nog jarenlang onderzoek vereist zijn of zal de 5G-uitrol met een andere frequentieband moeten verlopen.
Op 19 december 2018 meldde de NOS dat het afluisterpark van de Nederlandse inlichtingendiensten in Burum verhuist naar het buitenland. Dat werd later door minister Bijleveld van Defensie bevestigd, zonder dat overigens duidelijk werd naar welk buitenland. Wegens de coronacrisis en gebrek aan materialen lukte het niet om het afluisterstation vóór 1 september 2022 naar het buitenland te verplaatsen. Dit moet nu vóór 1 december 2023 gebeuren.

## Kamp Holterhoek, Eibergen
Kamp Holterhoek stamt uit 1953 toen de grond door het toenmalige ministerie van Oorlog werd aangekocht. Op het kamp moesten luchtmachtpersoneel van een radarstation en landmachtpersoneel van de luchtdoelartillerie worden gehuisvest. In 1955 vond de officiële opening van Kamp Holterhoek plaats, maar het landmachtpersoneel werd niet geplaatst. Ook zou het radarstation worden opgeheven en daarom veranderde het kamp in een opleidingseenheid voor luchtmachtradarpersoneel. Dit duurde tot medio 1958 toen deze eenheid naar elders werd verplaatst. Daarna heeft het kamp een jaar gediend als locatie voor opvang van Indische repatrianten, waarna het tot 1959 leegstond. Van 1959 tot 1960 huisvestte het kamp tijdelijk luchtmachtpersoneel van de 1e Groep Geleide Wapens, een raketeenheid die kort daarop in voormalig West-Duitsland werd gelegerd. Daarna verliet de luchtmacht het kamp en nam de landmacht er zijn intrek met een Technische Dienst en een Verbindingsdienstcompagnie. De Technische Dienst maakte daarna plaats voor 104 Verbindings-Ondersteuningscompagnie.
Inmiddels was de Koude Oorlog in volle gang en werd van hogerhand besloten het kamp vanwege de gunstige geografische ligging als luisterpost te gebruiken en werd het kamp in 1966 provisorisch aangepast om zenders van het Warschau Pact uit te peilen en af te luisteren. Op 21 september 1967 werd Kamp Holterhoek heropend en in gebruik genomen door 898 Radiobataljon, dat in 1970 werd omgedoopt tot 898 Verbindingsbataljon. In 1984 werd het kamp in verband met een komende grote uitbreiding gerenoveerd. Er kwamen stenen gebouwen, nieuwe antennevelden en stalling voor Fuchs-pantservoertuigen. Ook werden vanuit het kamp voor het 1e Legerkorps straalverbindingen tussen de staf in Den Haag en de in West-Duitsland gelegerde eenheden verzorgd.
Vanaf 1988 werd 102 Electronische Oorlogvoering (EOV)-compagnie in het kamp gelegerd, met als hoofdtaken: opsporing van vijandig radioverkeer als verkennend element en indien nodig deze door actieve storing te ontregelen. En in de periode 1992-2003 werd 898 Verbindingsbataljon omgevormd tot inlichtingeneenheid voor de Nederlandse krijgsmacht waarbinnen de militaire en algemene inlichtingen- en veiligheidsdienst (MIVD, AIVD) samenwerken.
Vanaf 1995 werd een stafeenheid van het nieuwe Duits-Nederlandse Legerkorps op het kamp gelegerd. Deze verzorgt de verbindingen en informatieverzameling voor dit korps.
In de beginjaren 1990 ontstond na het einde van de Koude Oorlog verwarring en woede bij de lokale bevolking. Doordat de aandacht nu gericht werd op Libanon en de Balkan bleken nieuwe technische aanpassingen en zeer hoge antennes nodig. Herziene technologie maakten deze echter overbodig en in 2003 werden de huidige circulaire antennevelden met elk 12 lage masten geplaatst. Deze worden actief gebruikt voor het uitpeilen en monitoren van de HF-frequentiebanden die gebruikt worden voor radiocommunicatie.

## Triangulatiefaciliteit Eemnes
Sinds 1966 bevindt zich iets ten oosten van Eemnes aan de Volkersweg het oude radio-ontvangststation van de Koninklijke Marine. Het was in beheer bij de Marine Inlichtingen Dienst (MARID), diens opvolgers, resp. de Militaire Inlichtingendienst (Nederland) (MID), Militaire Inlichtingen- en Veiligheidsdienst (MIVD) en sedert 2006 de NSO, die in 2014 opging in de Joint Sigint Cyber Unit (JSCU). Achter het terrein ligt een cirkelvormig antenneveld met 12 masten dat wordt ingezet voor geautomatiseerde triangulatie (kruispeiling) doeleinden.
Vanaf de beginjaren 1950 werd er op diverse locaties in Nederland geluisterd naar Warschaupact-zenders en uitzendingen van de Sovjet-Unie, zoals naar de Nederlandstalige radio-uitzendingen van Radio Moskou. Dit met het oog op eventueel verborgen boodschappen. Ook kon men de posities van Oost-Europese zenders bepalen om te proberen inzicht te krijgen in de troepenbewegingen van het Warschaupact. Deze taak lag bij de Bijzondere Radio Dienst (BRD), toen deeluitmakend van de PTT. Deze dienst werkte voor de civiele en militaire inlichtingendiensten. Een dezer luisterposten was sinds ca. 1952 gevestigd in een peilgebouw op het terrein van het toenmalig Munitiemagazijn Amstelveen. Deze post werd in 1968 gesloten vanwege de hoogspanningsmasten in Amstelveen die de ontvangst stoorden. De apparatuur werd verplaatst naar Eemnes, waar in de jaren negentig een nieuw gebouw werd neergezet.
In 2012 werd het complex niet meer gebruikt, maar in 2016 werd het weer actief als gevolg van de toegenomen cyberdreigingen en de oplopende spanningen met Rusland. Sinds 2021 werd het gebruik geïntensiveerd en werden nieuwe stroomkabels aangelegd. In 2024 was het station nabij Eemnes in gebruik bij het Defensie Cyber Commando (DCC), dat offensieve cyberoperaties kan uitvoeren.

## Zoutkamp: afgestoten
De NSO gebruikte twee schotels in Zoutkamp (Noord-Groningen) voor het onderscheppen van spraak en data satellietcommunicatie via Intelsat. De schotels stonden tussen een busgarage, een grote garnalenfabriek van de firma Heiploeg en een paar huizen. De opgevangen informatie werd geanalyseerd door het voormalige Strategisch Verbindingsinlichtingen Centrum (SVIC) gelegen op het Kattenburg in Amsterdam.
De installatie zou in eerste instantie worden uitgebreid maar Defensie werd door de Raad van State hierin beperkt. In 2004 werden de bezwaren van omwonenden tegen de uitbreiding gegrond verklaard. De toestemming die Defensie eerder kreeg om het aantal schotels onbeperkt uit te breiden, werd veranderd in een toestemming met beperkte uitbreiding. Na nader onderzoek door het Ministerie van Defensie werd besloten tot afstoting van de faciliteit en werd het m.i.v. januari 2008 buiten gebruik gesteld en in 2009 verkocht. De voormalige activiteiten werden overgenomen door het grondstation Burum.

## Marnewaard: geen interceptiestation
In de pers was enige tijd sprake van het gerucht van de bouw van een nieuw grondstation in de Marnewaard, enkele kilometers buiten Zoutkamp. De verleende bouwvergunning betrof echter een satellietsysteem voor militaire verbindingen voor geheel andere doeleinden. In 2006 werd het MilSatCom-systeem in de Willem Lodewijk van Nassaukazerne in gebruik genomen. Het systeem bestaat uit vaste en een aantal mobiele satellietschotels waarmee Defensie in staat is onbeperkt wereldwijd met uitgezonden Nederlandse eenheden te communiceren. MilSatCom kan worden uitgebreid en heeft ruim veertig miljoen euro gekost.

## Afluisterpost op Curaçao
Bij de plaats Sint Joris op het eiland Curaçao bevond zich een vestiging van de Radio Controledienst op de Nederlandse Antillen (RCDNA) dat als afluisterstation voor de MARID fungeerde en in 1963 operationeel werd. Met name werden Zuid-Amerikaanse landen zoals Venezuela in de gaten gehouden om na te gaan in hoeverre het communisme daar invloed zou krijgen. Ook werd Cubaans diplomatiek verkeer afgeluisterd en werd de nodige informatie vergaard over de militaire situatie tijdens de Falklandoorlog in 1982. De op Curaçao onderschepte berichten werden doorgestuurd naar het Wiskundig Centrum (WKC, later TIVC) in Amsterdam, waar de vercijferde berichten ontsleuteld werden. Per 1 juli 1990 werd de RCDNA in het kader van bezuinigingen opgeheven. De functie van de RCDNA als afluisterpost was nog in 2020 officieel geheim.